# Нигрозеро
Нигрозеро — российское пресноводное озеро в Лоухском районе Республики Карелии на границе с Мурманской областью.
Площадь поверхности — 6,6 км². Площадь водосборного бассейна — 38,3 км². Высота над уровнем моря — 36,2 м.
Через Нигрозеро протекает река Чёрная, впадающая в Белое море/
Код объекта в государственном водном реестре — 02020000711102000001920.

## Общие сведения

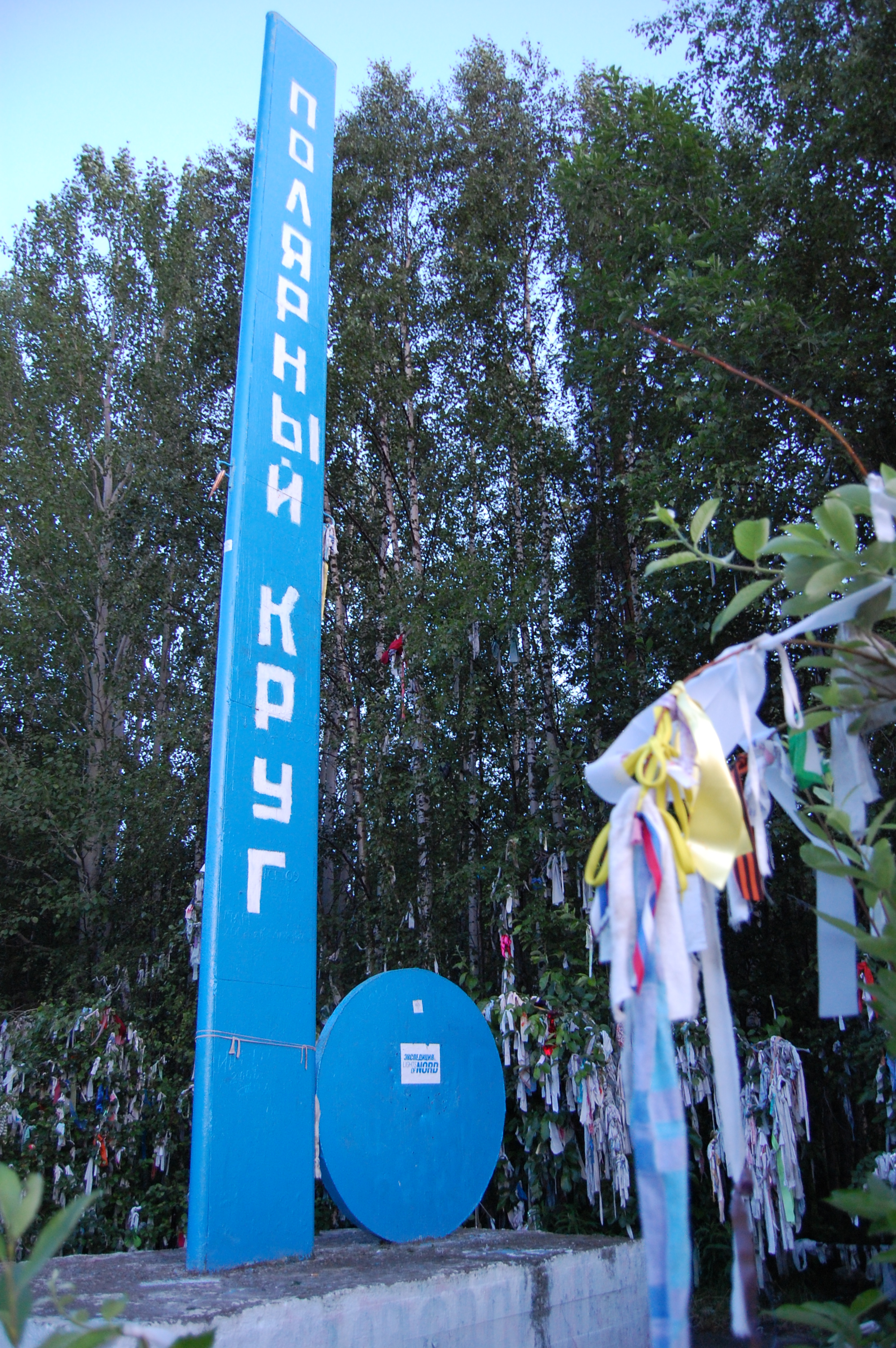
Знак «Полярный круг» перед мостом через Нигрозеро

Южная береговая линия значительно изрезана. Берега озера невысокие, преимущественно каменистые, местами песчаные, редко заболоченные.
Восточную часть озера пересекает автодорога Р21, где у моста проходит параллель Северного полярного круга. Северо-западный берег почти касается линии границы с Мурманской областью.